# Embden
Embden – miasto w Stanach Zjednoczonych, w stanie Maine, w hrabstwie Somerset.